# Ernst-Aleksander Joll
Ernst-Aleksander Joll oder auch Ernst Joll, Pseudonym Jaan Kägu (* 16. September 1902 in Tallinn, Gouvernement Estland; † 3. April 1935 ebenda) war ein estnischer Fußballspieler und Journalist. Mit der Estnischen Fußballnationalmannschaft nahm er an den Olympischen Sommerspielen 1924 in Paris teil.

## Karriere

### Fußballspieler
Ernst-Aleksander Joll begann seine fußballerische Karriere im Alter von 18 Jahren beim JK Tallinna Kalev, mit dem er 1923 erstmals in seiner Laufbahn die Estnische Meisterschaft gewinnen konnte. Später sollte er für den Tallinna Jalgpalliklubi aktiv sein, wohin er 1926 gewechselt war und in den Jahren 1926 und 1928 zwei weitere Meistertitel feiern konnte.
Im Oktober 1920 debütierte Ernst-Aleksander Joll in der Estnischen Nationalmannschaft gegen Finnland. Vier Jahre später nahm er mit der Auswahl Estlands an den Olympischen Sommerspielen in Paris teil. Das letzte von insgesamt 23 Länderspielen, bei denen er insgesamt 4 Tore erzielen konnte, absolvierte er im August 1929 gegen Finnland in Helsinki.

### Journalist
Ab 1920 arbeitete Joll als Sportjournalist beim  Rahvaleht (Volksblatt) und  Eesti Päevaleht (Tageblatt).

## Tod
Ernst-Aleksander Joll starb 1935 im Alter von 32 Jahren an Typhus. Er wurde auf dem Friedhof Rahumäe in seiner Heimatstadt Tallinn beerdigt.

## Erfolge
mit dem JK Tallinna Kalev:
- Estnischer Meister: 1923

mit dem Tallinna JK:
- Estnischer Meister: 1926, 1928